# Patrik Kühnen
Patrik Kühnen (* 11. Februar 1966 in Püttlingen) ist ein ehemaliger deutscher Tennisspieler.

## Tenniskarriere
In den Jahren 1988, 1989 und 1993 gewann er als Spieler mit der deutschen Mannschaft den Davis Cup. 1988 bestritt er im Finale gegen Schweden das letzte Einzel, zu diesem Zeitpunkt stand der Sieg der Deutschen bereits fest. Bei der erfolgreichen Titelverteidigung 1989 (wieder gegen Schweden) kam Kühnen nicht zum Einsatz. 1993 spielte er im Finale gegen Australien gemeinsam mit Michael Stich das Doppel, das man gegen Todd Woodbridge/Mark Woodforde gewann. Dass Kühnen aufgrund seiner vergleichsweise wenigen Davis-Cup-Einsätze oft als Ersatzmann bezeichnet wurde, missfiel ihm. 1989 und 1994 gewann Kühnen auch den World Team Cup.
Sein größter Einzelerfolg war 1988, als er durch einen Sieg über den damals 35 Jahre alten Jimmy Connors das Viertelfinale von Wimbledon erreichte und anschließend vom größten Sieg seines Lebens sprach. Im anschließenden Viertelfinale unterlag er dem Dritten der Setzliste, Stefan Edberg. Er erreichte im Mai 1989 den 43. Platz der Einzelweltrangliste und damit den Höchststand seiner Laufbahn, anschließend rutschte er in der Wertung unter anderem wegen Verletzungen (Schulter, Fuß) ab. Kühnen war 109. der Weltrangliste, als er im Oktober 1992 in Sydney den amtierenden Wimbledon-Sieger Andre Agassi unter anderem dank 23 Assen mit 6:3 und 6:4 bezwang.
Von 1998 bis 2002 war er Trainer des B-Kaders des Deutschen Tennis Bundes. Von 2003 bis 2012 war er Kapitän der deutschen Davis-Cup-Mannschaft und betreute die Mannschaft auch beim World Team Cup. Diesen Wettbewerb gewann er mit der Mannschaft 2005 und 2011. Im Jahr 2008 übernahm er zudem die Verantwortung als Turnierdirektor der BMW Open.
Aufgrund von internen Streitigkeiten mit den Davis-Cup-Spielern um Philipp Kohlschreiber und dem Gefühl mangelnder Rückendeckung durch den DTB gab Kühnen am 31. Oktober 2012 bekannt, seinen Vertrag als Kapitän der deutschen Davis-Cup-Mannschaft nicht zu verlängern.

## Erfolge

### Doppelsiege
| Nr. | Datum             | Turnier   | Belag     | Partner       | Finalgegner                     | Ergebnis |
| --- | ----------------- | --------- | --------- | ------------- | ------------------------------- | -------- |
| 1.  | 10. November 1987 | Frankfurt | Teppich   | Boris Becker  | Scott Davis David Pate          | 6:4, 6:2 |
| 2.  | 8. Februar 1988   | Rotterdam | Teppich   | Tore Meinecke | Magnus Gustafsson Diego Nargiso | 7:6, 7:6 |
| 3.  | 4. Januar 1993    | Doha      | Hartplatz | Boris Becker  | Shelby Cannon Scott Melville    | 6:4, 6:2 |

### Grand-Slam-Resultate Einzel
Angegeben ist immer die erreichte Runde
| Turnier         | 1996 | 1995 | 1994 | 1993 | 1992 | 1991 | 1990 | 1989 | 1988 | 1987 | 1986 | 1985 | Karriere |
| --------------- | ---- | ---- | ---- | ---- | ---- | ---- | ---- | ---- | ---- | ---- | ---- | ---- | -------- |
| Australian Open | -    | -    | 2    | 1    | 1    | 3    | 2    | 3    | 2    | 1    | -    | -    | 3        |
| French Open     | -    | -    | -    | 3    | -    | 2    | 3    | 1    | 3    | 1    | -    | -    | 3        |
| Wimbledon       | -    | -    | 2    | 1    | 1    | 3    | 1    | 3    | VF   | 1    | -    | -    | VF       |
| US Open         | -    | -    | -    | 2    | 2    | 2    | 1    | -    | 2    | -    | -    | -    | 2        |

### Grand-Slam-Resultate Doppel
Angegeben ist immer die erreichte Runde
| Turnier         | 1996 | 1995 | 1994 | 1993 | 1992 | 1991 | 1990 | 1989 | 1988 | 1987 | 1986 | 1985 | Karriere |
| --------------- | ---- | ---- | ---- | ---- | ---- | ---- | ---- | ---- | ---- | ---- | ---- | ---- | -------- |
| Australian Open | 1    | -    | 1    | 2    | 2    | AF   | 2    | 2    | 1    | 1    | -    | -    | AF       |
| French Open     | 2    | -    | -    | 1    | -    | -    | -    | 1    | 2    | 1    | -    | -    | 2        |
| Wimbledon       | 1    | -    | 1    | HF   | -    | -    | -    | 1    | AF   | -    | -    | -    | HF       |
| US Open         | 1    | -    | -    | -    | -    | -    | -    | -    | 2    | -    | -    | -    | 2        |